# Acranthera ceylanica
Acranthera ceylanica là một loài thực vật có hoa trong họ Thiến thảo. Loài này được Arn. ex Meisn. mô tả khoa học đầu tiên năm 1838.